# Kątna
Kątna is een plaats in het Poolse district  Wrocławski, woiwodschap Neder-Silezië. De plaats maakt deel uit van de gemeente Długołęka en telt 360 inwoners.